# Kanton Izernore
Kanton Izernore (fr. Canton d'Izernore) byl francouzský kanton v departementu Ain v regionu Rhône-Alpes. Skládal se z 10 obcí. Zrušen byl po reformě kantonů 2014.

## Obce kantonu
- Bolozon
- Ceignes
- Izernore
- Leyssard
- Matafelon-Granges
- Nurieux-Volognat
- Peyriat
- Samognat
- Serrières-sur-Ain
- Sonthonnax-la-Montagne